# 天主教肯德瓦教区
天主教肯德瓦教區 （拉丁語：Dioecesis Khandvaënsis）是羅馬天主教的一個教區，包括印度中央邦西南部四縣，受天主教博帕爾總教區管轄。
教區成立於1977年2月3日。2006年有教友30,601名，佔轄區總人口百分之0.7。由六十五名司鐸名管理三十個堂區。現任教區主教為阿羅基亞‧巴削‧杜賴拉傑。